# White Lodge
White Lodge est une maison géorgienne classée au grade I  située à Richmond Park, dans le district londonien de Richmond upon Thames. Ancienne résidence royale, il abrite aujourd'hui la Royal Ballet Lower School, qui accueille des élèves âgés de 11 à 16 ans. 

## Histoire ancienne

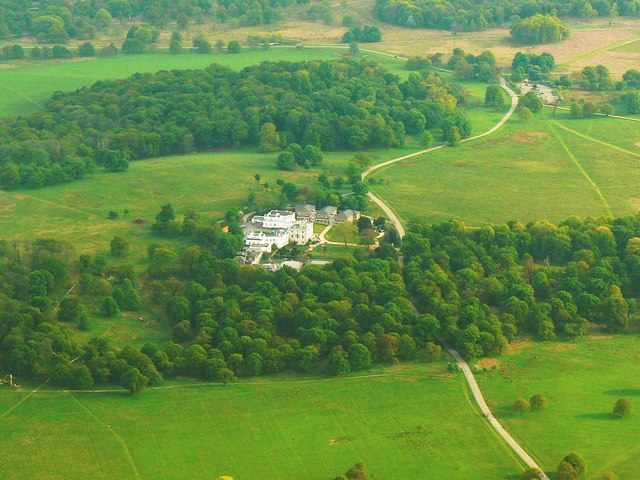
White Lodge vue du ciel en 2009

La maison a été construite par l'architecte Roger Morris pour servir de pavillon de chasse à George II. La construction a commencé peu de temps après son accession au trône en 1727. Achevée en 1730 et dénommée à l'origine Stone Lodge, la maison a été rebaptisée New Lodge peu de temps après pour se distinguer de son voisin Old Lodge qui a été démoli en 1841. La Old Lodge elle-même avait été construite par George II  pour le premier ministre britannique, Sir Robert Walpole, qui la fréquentait, notamment pour chasser sur le domaine. Walpole avait déclaré qu'il pourrait "faire plus d'affaires (Old Lodge) qu'il ne le pouvait en ville". 

## XXesiècle
Après la mort de la reine Victoria en 1901, le Lodge est occupé par Eliza Emma Hartmann, une riche veuve et figure de la société londonienne  qui est déclarée en faillite en 1909. La maison revint à l'usage royal en 1923, pendant la lune de miel du prince Albert, duc d'York, le futur roi George VI, et de la duchesse d'York. La reine Mary, qui avait vécu à White Lodge avec sa mère, la princesse Mary Adélaïde, et qui avait donné naissance à son premier enfant, le futur roi Édouard VIII, au Lodge le 23 juin 1894, a insisté pour que ceux-ci s'y installent. En 1924, le prince Alexandre de Yougoslavie, fils des amis des York, le prince Paul de Yougoslavie et la princesse Olga de Grèce et du Danemark, est né à la maison pendant le séjour de sa mère. Le duc et la duchesse sont restés dans la maison jusqu'à fin 1925, après quoi le bâtiment a été loué par le Crown Estate.  
À partir de ce moment, la maison fut occupée par divers résidents privés, dont Arthur Lee, 1er vicomte Lee de Fareham. Le dernier résident privé était le colonel James Veitch, qui a vécu à White Lodge jusqu'en 1954.

## École de ballet royal
En 1955, l’école Sadler's Wells Ballet se voit accorder l’utilisation permanente du White Lodge. L'école obtint plus tard une charte royale et devint la Royal Ballet School en 1956  Elle est maintenant reconnue comme l'une des principales écoles de ballet au monde.  
Dans le cadre de son programme de réaménagement, la Royal Ballet School a déménagé et élargi son musée du ballet pour y inclure une galerie et des collections relatives à l'histoire de White Lodge. Le musée a été ouvert au public en 2009  mais a fermé en 2015.  

## Voir également
- Anciennes résidences royales
- Richmond Park
- École de ballet royal

## Remarques
1. ↑  Plaidy, « Queen Caroline – Georgian Series », Random House, 2012 (consulté le 15 avril 2015)
2. ↑  Brady, « A new pocket guide to London and its environs », Parker, 1838 (consulté le 15 avril 2016), p. 495
3. ↑  « White Lodge, Richmond Park », Richmond Libraries Local studies collection: Local history notes, London Borough of Richmond upon Thames (consulté le 16 février 2015)
4. ↑  « Royal Ballet », Encyclopædia Britannica, 10 juillet 2013 (consulté le 16 février 2015)
5. ↑  « White Lodge Museum & Ballet Resource Centre », The School, Royal Ballet School (consulté le 16 février 2015)